# Macayo 3.ª Sección
Macayo 3.ª Sección es una localidad del municipio de Reforma ubicado en el noroeste del estado mexicano de Chiapas.

## Geografía
La localidad de Macayo 3.ª Sección se sitúa en las coordenadas geográficas 17°56′27″N 93°17′40″O / 17.940833, -93.294444, a una elevación de 20 metros sobre el nivel del mar.

## Demografía
Según el Conteo de Población y Vivienda 2020, efectuado por el Instituto Nacional de Estadística y Geografía, la localidad de Macayo 3.ª Sección tiene 645 habitantes, de los cuales 321 son del sexo masculino y 324 del sexo femenino. Su tasa de fecundidad es de 2.71 hijos por mujer y tiene 174 viviendas particulares habitadas.
| Gráfica de evolución demográfica de Macayo 3.ª Sección entre 1940 y 2020 |
|                                                                          |
| INEGI.                                                                   |